# San Miguel, La Rioja
San Miguel är en ort i Argentina.   Den ligger i provinsen La Rioja, i den nordvästra delen av landet, 1 000 km nordväst om huvudstaden Buenos Aires. San Miguel ligger 1 032 meter över havet och antalet invånare är 33 724.
Terrängen runt San Miguel är kuperad västerut, men österut är den platt. Runt San Miguel är det glesbefolkat, med 9 invånare per kvadratkilometer.. Närmaste större samhälle är Chilecito, 2,7 km nordväst om San Miguel.
Omgivningarna runt San Miguel är i huvudsak ett öppet busklandskap.